# Oleniegorsk

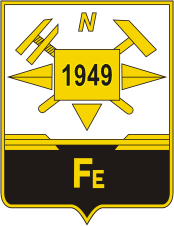
Sowiecki herb miasta

Oleniegorsk (ros. Оленего́рск) – miasto w Rosji (obwód murmański), na Półwyspie Kolskim. Jest położone za kołem podbiegunowym, 112 km na południe od Murmańska.
Liczba mieszkańców w 2005 roku wynosiła ok. 23,2 tys.
Przez miasto przebiega trasa M18.
W mieście rozwinął się przemysł materiałów budowlanych.
W pobliżu miasta znajduje się Park Narodowy „Chibiny”.

## Ludność
| Rok  | Mieszkańców |
| ---- | ----------- |
| 1959 | 12 100 *    |
| 1979 | 27 400 *    |
| 1989 | 35 600 *    |
| 2002 | 25 166 **   |
| 2006 | 23 581      |

* Spis powszechny (w zaokrągleniu) ** Spis powszechny

## Kopalnia
W 1949 roku, w mieście rozpoczęło się wydobywanie rudy żelaza w kopalni odkrywkowej oraz powstały zakłady przetwórstwa rudy, kilka kilometrów na zachód od stacji Olenja. W tym samym czasie pomiędzy stacją kolejową a kopalnią zaczęło powstawać osiedle oryginalnie nazwane Olenja. 27 marca 1957 osiedle otrzymało prawa miejskie i nazwę „Oleniegorsk”.
Gospodarka miasta dalej bazuje na wydobyciu i przetwórstwie żelaza. 

## Stacja kolejowa
Stacja kolejowa Olenja (w języku rosyjskim przymiotnik słowa „jeleń”) została otwarta w 1916 razem z linią kolejową do Murmańska. Jej znaczenie wzrosło w 1930 roku kiedy powstała linia do nowo utworzonego Monczegorska a miasto stało się ważnym węzłem kolejowym.